# 塞梅尼夫卡 (奧布希夫區)

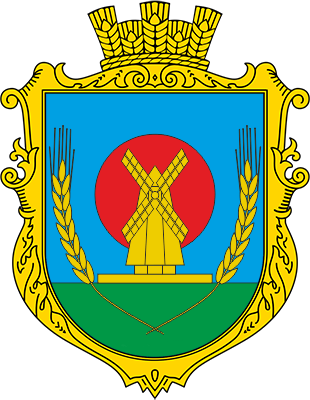
塞梅尼夫卡徽章

49°58′49″N 30°31′35″E / 49.98028°N 30.52639°E
塞梅尼夫卡是烏克蘭的村落，位於該國中北部基輔州，由奧布希夫區的奧布希夫市鎮負責管轄，始建於1700年，面積1.79平方公里，海拔高度136米，2001年人口597，人口密度每平方公里333.5人。